# Manuel Dorrego
Manuel Críspulo Bernabé Dorrego Salas (Buenos Aires, 11 giugno 1787 – Navarro, 13 dicembre 1828) è stato un militare e politico argentino.
Fu una delle principali figure della storia argentina della prima metà del XIX secolo. Dopo aver partecipato alle guerre d'indipendenza sudamericane divenne governatore della provincia di Buenos Aires, carica dalla quale fu in seguito destituito dal suo avversario Juan Lavalle, che ordinò la sua esecuzione.

## Biografia
Quinto figlio del ricco mercante portoghese José Antonio do Rego e di María de la Ascensión Salas, Manuel Dorrego entrò a 15 anni al Real Collegio di San Carlos e nel 1810 si trasferì a Santiago del Cile per studiare legge all'Università San Felipe. In questa città fu presto contagiato dalle idee indipendentiste, ponendosi a capo di un gruppo di studenti che manifestarono per le dimissioni del governatore spagnolo. A 23 anni abbandonò gli studi per entrare nelle milizie cilene, distinguendosi nella repressione di un movimento controrivoluzionario; l'azione gli valse i gradi di capitano.

### Le guerre d'indipendenza
Nel 1811 Manuel Dorrego raggiunse l'Argentina con 400 volontari cileni per rafforzarne l'esercito, impegnato nella guerra per l'indipendenza del paese. Dopo essersi distinto nella spedizione che cercò di dare aiuto agli insorti di Cochabamba, nella quale rimase ferito, ebbe un importante ruolo nelle battaglie di Tucumán e di Salta.
Arrestato per indisciplina, non partecipò alle sconfitte di Vilcapugio e Ayohuma, facendo dire allo stesso San Martín che la presenza di Dorrego avrebbe potuto cambiare la sorte degli scontri. Reincorporato nell'esercito, ne protesse la ritirata dall'Alto Perù ricevendone solenni elogi prima di venire di nuovo allontanato per aver mancato di rispetto a Belgrano.
Assegnato in seguito al generale Carlos María de Alvear a Buenos Aires, fu da questi mandato contro le truppe federaliste di José Gervasio Artigas; il 6 ottobre 1814 Dorrego sconfisse a Marmarajá Fernando Otorgués, luogotenente di Artigas, venendo però in seguito sconfitto il 10 gennaio 1815 da Fructuoso Rivera a Guayabos.

### L'esilio e il primo governo
Avvicinatosi alle posizioni federaliste, Dorrego si trovò ad avere diversi scontri con Juan Martín de Pueyrredón, Direttore Supremo delle Province Unite del Río de la Plata; in particolare il suo desiderio di non partecipare più alla guerra civile e di raggiungere a Mendoza il generale San Martín, che si apprestava alla sua spedizione militare sulle Ande, gli costarono nel 1816 l'esilio a Baltimora, negli Stati Uniti d'America. Riuscì a tornare a Buenos Aires nel 1820, alla caduta del Direttorio.
Nel mezzo dell'anarchia interna argentina di quell'anno si trovò in meno di due mesi a comandare la guarnigione militare della capitale argentina, trovandosi ad assumere la carica di governatore provvisorio. Affrontò in seguito le truppe di Estanislao López, che marciava verso Buenos Aires, venendone sconfitto a Gamonal. Presentatosi alle elezioni per la carica di governatore, fu sconfitto da Martín Rodríguez, facendo riconoscere quest'ultimo dalle sue truppe. Le idee politiche sempre più federaliste di Dorrego però non gli impedirono di venire di nuovo esiliato dal nuovo governo provinciale; dopo un breve periodo a Mendoza si trasferì così a Montevideo prima che una legge gli permettesse il ritorno in Argentina.

### L'opposizione a Rivadavia
Nel 1823 Dorrego fu eletto nella giunta provinciale, dove cominciò la sua dura opposizione ai centralisti (unitarios) di Rodríguez e Rivadavia, ribadendo le sue posizioni dalle colonne del suo giornale, El Argentino. Nel 1825 viaggiò in Bolivia per seguire i suoi interessi nel campo minerario; qui incontrò Simón Bolívar, rimanendone affascinato. Nel viaggio incontrò anche tre governatori provinciali di idee federaliste; l'amicizia con uno di questi, il governatore di Santiago del Estero Juan Felipe Ibarra, gli permise di essere eletto rappresentante provinciale al Congresso Nazionale, dove fu uno dei più intransigenti oppositori della Costituzione proposta dalla fazione centralista di Rivadavia. Allo stesso tempo si batté per l'adozione del suffragio universale.

### Il secondo governo e la morte
Lo scontro con le province e le difficoltà di una trattativa di pace con l'Impero del Brasile provocarono le dimissioni di Rivadavia e il fallimento del progetto costituzionale. Dopo un breve periodo di governo provvisorio retto da Vicente López a capo della provincia di Buenos Aires venne eletto nell'agosto del 1827 Manuel Dorrego.
Il suo governo presentò misure a favore dei grandi proprietari terrieri, come la libertà di esportazione di carne, al pari di altre destinate alle classi meno abbienti, come la sospensione della leva obbligatoria e lo stabilimento di un prezzo massimo per il pane. Il protrarsi della guerra con il Brasile, però, gli fece perdere presto il favore dei primi. Rifiutato il piano di pace negoziato in precedenza, che rendeva inutili le vittorie argentine sul campo e che aveva fatto cadere il governo Rivadavia, Dorrego accettò la mediazione inglese, accettando la costituzione di uno stato indipendente (l'Uruguay); il governatore era convinto che al termine di un periodo di non ingerenza di cinque anni questo sarebbe tornato pacificamente a far parte delle Province Unite. La firma del trattato fu la causa della caduta del governo di Dorrego: approfittando dello scontento nella popolazione e nell'esercito gli esponenti della fazione centralista organizzarono presto una congiura.
La mattina del primo dicembre 1828 i congiurati presero il potere a Buenos Aires; Dorrego, fuggito dalla capitale, provò ad organizzare la resistenza all'interno della provincia. Il capo dei rivoltosi, Juan Lavalle, tuttavia non gli diede la possibilità di farlo: il 9 dicembre si precipitò con le sue truppe sulle forze del governatore destituito, ancora disorganizzate, e lo sconfisse nella battaglia di Navarro. Il giorno successivo Dorrego fu tradito da due suoi ufficiali; consegnato a Lavalle, fu fucilato il 13 dicembre.